# Coesula sulawensis
Coesula sulawensis là một loài tò vò trong họ Ichneumonidae.